# Polukruschka
Polukruschka war ein russisches Volumenmaß und die halbe Kruschka.
- 1 Polukruschka = 1/20 Wedro = 31 Pariser Kubikzoll = 0,615 Liter